# Rougsø
Rougsø is een voormalige gemeente in Denemarken. Bij de herindeling van 2007 werd de gemeente bij Norddjurs gevoegd. Hoofdplaats van de gemeente was Allingåbro
De oppervlakte bedroeg 223,71 km². De gemeente telde 8078 inwoners waarvan 4121 mannen en 3957 vrouwen (cijfers 2005).

## Parochies
De gemeente bestond uit de volgende parochies:
- Estruplund (Rougsø Herred)
- Gjesing (Sønderhald Herred)
- Holbæk (Rougsø Herred)
- Nørager (Sønderhald Herred)
- Udby (Rougsø Herred)
- Vejlby (Sønderhald Herred)
- Vivild (Sønderhald Herred)
- Voer (Rougsø Herred)
- Ørsted (Rougsø Herred)